# E la notte se ne va
E la notte se ne va è un singolo del rapper italiano Mikimix, pubblicato nel 1997 come primo estratto dal secondo album in studio La mia buona stella.

## Tracce
Testi di Michele Salvemini, musiche di Matteo Bonsanto, Giovanni Bianchi e Ugo Bolzoni.
1. E la notte se ne va – 4:03
2. Donne in minigonne – 4:01

## Classifiche
| Classifica (1997) | Posizione massima |
| ----------------- | ----------------- |
| Francia           | 19                |
| Svezia            | 34                |